# Alelimma
Alelimma là một chi bướm đêm thuộc họ Erebidae.